# Amentes
Amentes (en grec Ἀμήντης "Amentes"), mencionat també com Amintas (Ἀμύντας "Amyntas"), fou un metge grec que va viure al segle III aC. L'esmenta Galè i diu que va inventar alguns embenats enginyosos.
Probablement és la persona que fou executada el 264 aC per ordre de Ptolemeu II Filadelf (284 - 246 aC) acusat de complot contra la seva vida. Alguns fragments de les obres d'un cirurgià anomenat Amyntas (molt possiblement una corrupció d'Amentes) encara existeixen.